# SPIP
SPIP (Système de Publication pour l'Internet Partagé or Participatif) är ett fritt innehållshanteringssystem eller CMS-system avsett för att publicera webbsajter, särskilt för samarbetsprojekt. Det kan användas till att bygga små webbplatser typ bloggar, upp till enorma företagshemsidor. Det är skrivet i PHP och är uppbyggt i moduler som lätt kan installeras och modifieras.
Programmet är känt för att vare enkelt att installera, använda och underhålla och är använt av många nätverk, företag och myndigheter. Det sista P i ordet SPIP står både för Partagé (delat) och Participatif (deltaqande), i den meningen att programmet är byggt för samarbete över internet. SPIP hanterar flera språk samtidigt, översättningar av artiklar och språk som arabiska, kinesiska och vietnamesiska.